# Schtschutschje
Schtschutschje (russisch Щучье) ist eine Stadt in der Oblast Kurgan (Russland) mit 10.973 Einwohnern (Stand 14. Oktober 2010).

## Geographie
Die Stadt liegt östlich des Ural, im Südwesten des Westsibirischen Tieflandes, etwa 180 km westlich der Oblasthauptstadt Kurgan. Das Klima ist kontinental.
Die Stadt Schtschutschje ist Verwaltungszentrum des Rajons Schtschutschanski.
Schtschutschje liegt am im Oktober 1896 eröffneten ursprünglichen westsibirischen Streckenabschnitt der Transsibirischen Eisenbahn (Tscheljabinsk–Omsk) sowie an der Fernstraße M51, Teil der transkontinentalen Straßenverbindung Moskau–Wladiwostok, die den Ort nördlich umgeht.

## Geschichte
Das Dorf Schtschutschje entstand 1750 am gleichnamigen See (von russisch щука/ schtschuka für Hecht). Ab 1892 wurde die auf diesem Abschnitt vier Jahre später eröffnete Transsibirische Eisenbahn am Ort vorbeigeführt. Es entstand die nach einem in der Nähe fließenden Flüsschen zunächst Tschumljak (Чумляк, bis 1974) genannte Bahnstation. 1924 wurde das Dorf Verwaltungszentrum eines Rajons, 1945 erhielt der Ort Stadtrecht.

### Bevölkerungsentwicklung
| Jahr | Einwohner |
| ---- | --------- |
| 1939 | 7.595     |
| 1959 | 10.272    |
| 1970 | 10.822    |
| 1979 | 10.379    |
| 1989 | 11.094    |
| 2002 | 10.602    |
| 2010 | 10.973    |

Anmerkung: Volkszählungsdaten

## Sehenswürdigkeiten
In der Umgebung, auf dem Territorium des Rajons, gibt es etwa 140 Seen, darunter den Wiktorija-Bittersee (озеро Горькое-Виктория/ osero Gorkoje-Wiktorija). Dieser Salzsee (Sulfat-Chlorid-Magnesium-Natrium-Typ) ist ein Naturdenkmal und wird seit 1910 balneologisch genutzt (etwa 15 km südöstlich, 55° 7′ 0″ N, 62° 33′ 0″ O).

## Wirtschaft
Neben einem Werk für Feuerlöschgeräte gibt es Betriebe der Lebensmittelindustrie auf Basis der landwirtschaftlichen Produktion des Rajons (Getreide, Viehwirtschaft).
In der Nähe befindet sind ein größeres Lager für Chemische Waffen der Russischen Streitkräfte, in welchem etwa 5400 Tonnen Sarin, Soman und VX lagern. Im Ort soll ein Werk zu ihrer Vernichtung entstehen.